# Laniarius luehderi
Laniarius luehderi là một loài chim trong họ Malaconotidae.